# Plagiodera lyelliana
Chrysomela lyelliana, Chrysomela matrona, Chrysomela tertiaria
Espèce
Synonymes
- †Chrysomela lyelliana Heer, 1856
- †Chrysomela matrona Oustalet, 1874
- †Chrysomela tertiaria Giebel, 1856

Plagiodera lyelliana est une espèce fossile d'insectes coléoptères chrysomélidés mangeurs de feuilles.

## Classification
L'espèce Plagiodera lyelliana est décrite en 1856 par l'entomologiste allemand Oswald Heer (1809-1883) sous le protonyme Chrysomela lyelliana,.

### Renommage
En 1937 le paléontologue français Nicolas Théobald (1903-1981) ajoute des fossiles et renomme l'espèce Chrysomela lyelliana en Plagiodera lyelliana,.

### Synonymes
Chrysomela matrona est créé en 1874 par le zoologiste français Émile Oustalet (1844-1905). En 1937 Nicolas Théobald obtient le renommage de cette espèce en Plagiodera lyelliana,.
Chrysomela tertiara est créé en 1856 par le paléontologue prussien Christian Gottfried Giebel (1820-1881). En 1907 l'espèce est renommée en Chrysomela lyelliana par l'entomologiste autrichien Anton Handlirsch (1865-1935),.

### Fossiles
Selon Paleobiology Database en 2023, sept collections de l'Oligocène de France sont référencées :
- d'Aix-en-Provence, de l'institut géologique de Lyon et de l'institut géologique de Montpellier envoyé par M. Thoral, décrit par Nicolas Théobald en 1937[5],[8] ;
- d'Aix-en-Provence et du muséum de Marseille décrit en 1872 par l'entomologiste américain Samuel Hubbard Scudder (1837-1911)[9] ;
- d'Aix-en-Provence et du Muséum national d'histoire naturelle de Paris, décrit en 1915 par l'entomologiste et paléontologue belge Fernand Meunier (1868-1926)[10] ;
- d'Aix-en-Provence et des collections du compte Gaston de Saporta au MNHN en 1828 décrit en 1840 par l'entomologiste français Jean-Baptiste Alphonse Dechauffour de Boisduval (1799-1879)[11] ;
- d'Aix-en provence et de la collection Murchison et décrit en 1829 par l'entomologiste britannique John Curtis (1791-1862)[12] ;
- de Céreste et des collections de Nancy, décrit par Nicolas Théobald en 1937[13],[2].

### Étymologie
L'épithète spécifique lyelliana est aussi le genre d'un papillon (lépidoptère) Lyelliana de la famille des Geometridae.

## Description

### Caractères
La diagnose de Nicolas Théobald en 1937 concernant l'échantillon F141 de Céreste et venant de la collection Fliche de l'école nationale des eaux et forêts de Nancy, : 

« Corps brun de forme ovale. tête enfoncée dans le corselet qui est largement échancré à l'avant ; angles antérieurs du pronotum saillants, bords latéraux convexes, bord postérieur légèrement sinueux ; élytres lisses dépassant à peine le prothorax. ».

### Dimensions
La longueur totale est de 10 mm.

### Affinités
Concernant le fossile de Céreste : 

« Cette forme est probablement identique au Plagiodera Lyelliana Heer d'Aix. Elle présente pourtant des élytres de forme plus arrondie, ce qui la rapproche de Chrysomela haidingeri Heer de Radoboj. Ces espèces appartiennent au phylum de Plagiodera marginipennis Jac., vivant actuellement dans les Indes. ».

Et concernant les fossiles d'Aix-en-Provence : 

« Cette forme est voisine de Chrysomela haidingeri Heer de Radoboj. Elle se rapproche d'après Heer de Chrysomela graminis L. de nos régions. En réalité, la forme ovale et non allongée du corps nous conduit à ranger cet insecte dans le genre Plagiodera Redt. Les Chrysomela dépassent 11 mm en largeur. Plagiodera lyelliana semble voisin de P. marginipennis Jac. des Indes, qui a une longueur de 9,5 mm. Mais il s'en distingue par les angles antérieurs du pronotum qui sont arrondis dans P. marginipennis et aigus dans P. Lyelliana.
A cette espèce appartient aussi l'insecte cité par M. de Serres sous le nom Cassida (éch. A47).L'échantillon porte une note manuscrite de M. de Serres : Cassida n° 3, voisin de C. meridionalis.
Chrysomela matrona Oustalet est probablement identique à cette espèce ; les différences signalées par Oustalet ne sont dues qu'à l'écrasement. ».

## Galerie

espèce vivante Plagiodera versicolora
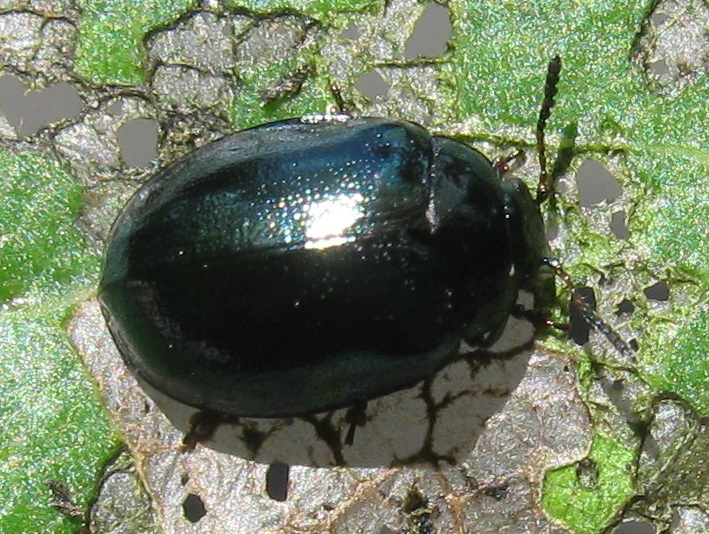
Plagiodera versicolora.

- Quelques espèces vivantes du genre Chrysomela.
- Chrysomela confluens.
- Chrysomela interrupta.
- Chrysomela lapponica.
- Chrysomela populi ou Chrysomèle du peuplier.
- Chrysomela scripta.
- Chrysomela tremulae.
- Chrysomela vigintipunctata.

### Publication originale
- [1856] (de) Oswald Heer, « Ueber die fossilen Insekten von Aix in der Provence », Vierteljahrsschrift der Naturforschenden Gesellschaft in Zürich, vol. 1,‎ 1856, p. 1-40 (lire en ligne).